# 花地瑪

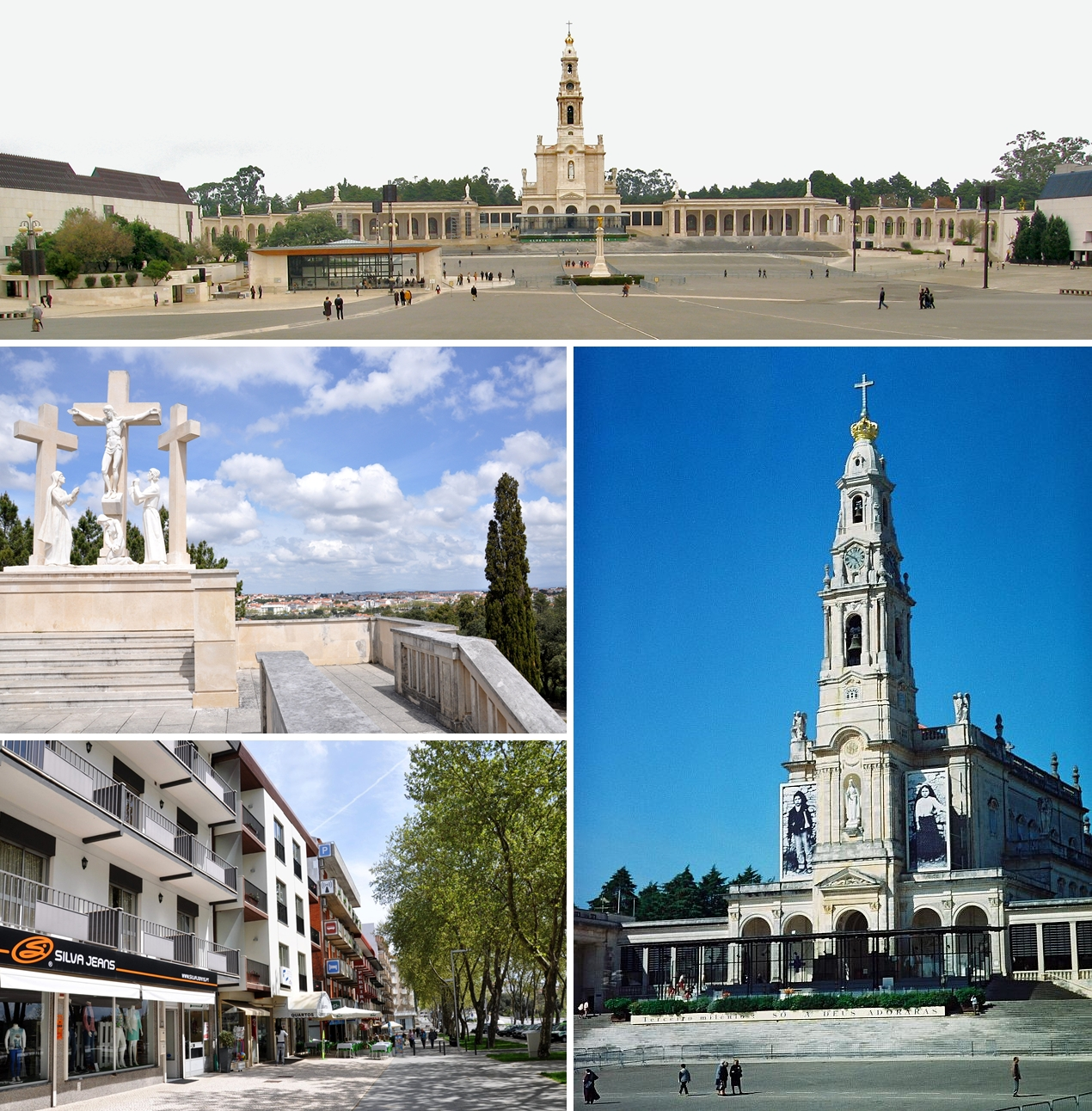
花地瑪

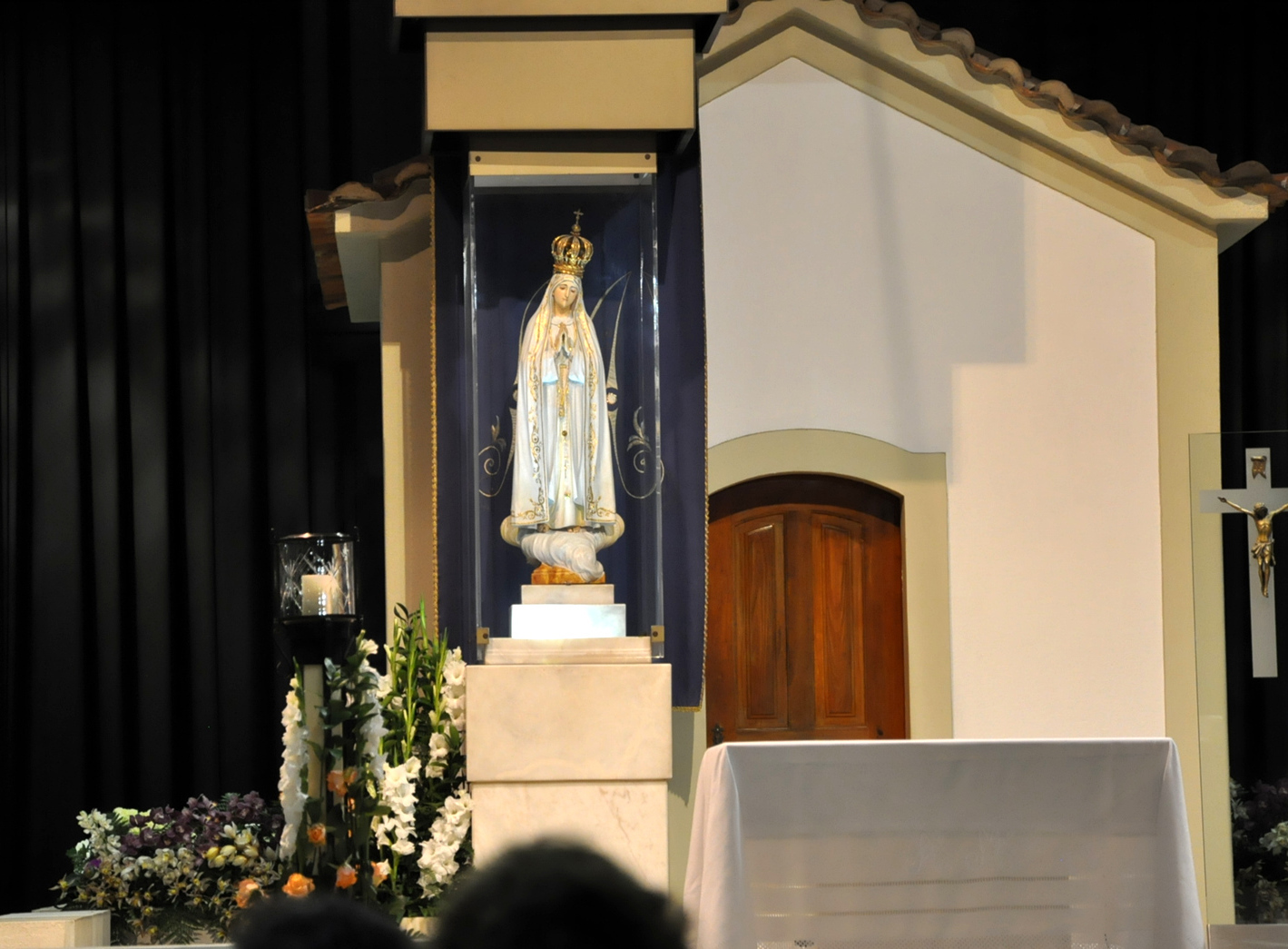

花地瑪（葡萄牙語：Fátima）是位於葡萄牙中部的城鎮，為聖塔倫區城市歐倫下屬的行政堂區之一，距離首都里斯本以北123公里、第二大城市波圖以南187公里。人口至2011年止為11,596人。此地在1917年發生圣母玛利亚顯現的事蹟，因此成為天主教著名的朝聖地。

## 歷史
花地瑪是阿拉伯名字「‎」的譯音。這城市名字根源自伊斯蘭教穆罕默德先知的小女兒花地瑪（Fatima bint Muhammad）。花地瑪·穆罕默德深受回教徒的景仰，令後世很多回教徒都以「花地瑪」來作為自己女兒的名字。
12世紀，被回教摩爾人佔領的葡萄牙亦有一位穆斯林公主被賦予同一名字。1159年，薩爾堡被反攻，這位花地瑪公主被天主教騎士虜走。於天主教的敍事角度，花地瑪公主其後愛上了這位騎士，為了與他結婚而最終受洗改信天主教，並將「花地瑪」這個穆斯林色彩濃厚的名字改為「奥里阿娜」（Oureana）。而於回教敍事角度而言，花地瑪公主是被綁架及強迫改名的。但無論如何，葡萄牙的花地瑪城市及歐倫自治區（Ourém）皆是以她被核輻來命名。

## 外部連結
- 官方網站（葡萄牙文）